# 道の駅星のふる里ふじはし
道の駅星のふる里ふじはし（みちのえき ほしのふるさとふじはし）は、岐阜県揖斐郡揖斐川町東横山にある国道303号の道の駅である。

## 施設
- 駐車場
  - 普通車：120台[5]
  - 大型車：9台[5]
  - 身障者用：3台[5]
- トイレ（いずれも24時間利用可能）
  - 男性：大 5器、小 7器
  - 女性：8器
  - 身障者用：1器
- 特産物販売施設（平日 9:30 - 18:00、土日祝日 8:30 - 18:00）[1][5]
- レストラン「星のふる里」（平日 9:00 - 15:30、土日祝 8:00-15:30）木曜日定休[1][5]
- そば処 藤橋庵（平日 11:00 - 16:00、土日祝日 11:00 - 17:00）[1][5]火曜日定休
- 徳山民俗資料収蔵庫[6]
- いび川温泉 藤橋の湯（日帰り入浴施設、10:00 - 20:00）[5]木曜日定休

### 管理団体
- 設置者：揖斐川町
- 指定管理者
  - 道の駅星のふる里ふじはし：西濃建設株式会社[2]
  - いび川温泉 藤橋の湯：西濃建設株式会社[2]

## 休館日
- 特産物販売施設：年末年始[5]
- そば処：毎週火曜日（祝日の場合は翌日）[5]
- レストラン・いび川温泉 藤橋の湯：毎週木曜日（祝日の場合は翌日）[5]

## アクセス
- 国道303号 - 登録路線
- E1 名神高速道路 岐阜羽島ICまたは大垣ICより約80分[1]。
- 養老鉄道養老線 揖斐駅より揖斐川町コミュニティバスで「道の駅ふじはし」停留所下車。

## 周辺
- 藤橋城[3]
- 揖斐川
- 徳山ダム[6]